# Oren Smadja
Shay-Oren Smadja –en hebreo, אורן סמדג'ה– (Ofakim, 20 de junio de 1970) es un deportista israelí que compitió en judo.
Participó en dos Juegos Olímpicos de Verano en los años 1992 y 1996, obteniendo una medalla de bronce en la edición de Barcelona 1992 en la categoría de –71 kg. Ganó una medalla de plata en el Campeonato Mundial de Judo de 1995, y una medalla de bronce en el Campeonato Europeo de Judo de 1992.

## Palmarés internacional
| Juegos Olímpicos   | Juegos Olímpicos   | Juegos Olímpicos  | Juegos Olímpicos |
| Año                | Lugar              | Medalla           | Categoría        |
| ------------------ | ------------------ | ----------------- | ---------------- |
| 1992               | Barcelona (España) | Medalla de bronce | –71 kg           |
| Campeonato Mundial |                    |                   |                  |
| Año                | Lugar              | Medalla           | Categoría        |
| 1995               | Chiba (Japón)      | Medalla de plata  | –78 kg           |
| Campeonato Europeo |                    |                   |                  |
| Año                | Lugar              | Medalla           | Categoría        |
| 1992               | París (Francia)    | Medalla de bronce | –71 kg           |